# Strange Fruit Project
Strange Fruit Project – amerykańska grupa tworząca undergroundowy hip hop, wywodząca się z Waco w Teksasie. W jej skład wchodzi producent i MC Symbolyc One (Larry D. Griffin Jr., znany też jako S1), jego kuzyn MC Myth (Kevin Gaither), a także MC Myone (Anthony Ligawa). Trio zadebiutowało oficjalnie w 2004 roku z dwoma albumami: Soul Travelin i From Divine. Rozgłos zyskali jednak w 2006 roku wraz z premierą płyty The Healing. Nazwa zespołu inspirowana była piosenką „Strange Fruit” Billie Holiday.

## Historia

### Początki
Do muzycznych inspiracji S1, czyli lidera grupy, należeli m.in.: Quincy Jones, Dr. Dre, Pete Rock oraz J Dilla. Początki jego twórczości sięgają czasów, gdy wraz z Mythem, czyli swoim kuzynem, przesłuchali album Raising Hell Run-D.M.C. z 1986 roku. Właśnie wtedy zaczęli pisać własne teksty. W 1996 roku S1 i Myth stworzyli duet Symbolyc Elementz; krótko po tym, wzmianka o nich pojawiła się w kolumnie „Unsigned Hype” magazynu TThe Source. Dwa lata później S1 poznał Myone’a, w konsekwencji czego, w okresie 1999–2000, cała trójka zaczęła nagrywać wspólne utwory. Jednocześnie zdecydowali oni oficjalnie uformować nową grupę, którą nazwali Strange Fruit Project. Jej pierwszy singel, „All the Way”/„Soul Travelin”, ukazał się w 2003 roku.

### 2004–2005
Piosenka „All the Way” znalazła się na debiutanckim albumie grupy, Soul Travelin', wydanym w 2004 przez Spilt Milk Records. Za jego produkcję w całości odpowiedzialny był S1; jedyny wyjątek stanowił utwór „Eternally Yours”, wyprodukowany przez beatmakera Illminda. Płyta nie osiągnęła dużego sukcesu komercyjnego, ale „All the Way” zyskał popularność w college’owych stacjach radiowych. Przyczyniło się to do tego, iż singel został nominowany do nagrody BBC Radio dla najlepszej piosenki roku 2004. W tym samym roku zespół wydał kolejny album, Soul Travelin. Podobnie jak poprzednik, nie stał się on kasowym hitem, ale skierował na SFP uwagę środowiska hip hopowego. Jeff Wade z Dallas Observer opisał płytę, jako „przepełnioną duszą miksturę osobistych tekstów, słodkich harmonii i głośnych perkusji”. W 2005 roku grupa nagrała z Ghostface Killah i Trife da Godem on singel „Milk Em'”, wyprodukowany przez S1. SFP stworzyła również ścieżkę dźwiękową do reklam gum do żucia Winterfresh.

### 2006–obecnie
W odpowiedzi na pozytywny odbiór dwóch pierwszych albumów, a także sukces singla „Milk 'Em”, SFP została umieszczona na liście Next 100 magazynu URB i podpisała kontrakt z wytwórnią Om Records. Jeszcze większą rozpoznawalność w środowisku undergroundowym przyniosła SFP premiera albumu The Healing w 2006 roku. Płyta została wyprodukowana przez S1, Illminda, Jake’a One oraz 9th Wonder i została nagrana z gościnnym udziałem Erykah Badu, Little Brother, Dariena Brockingtona, a także Yahzarah. The Healing otrzymał generalnie pozytywne recenzje. Marisa Brown z AllMusic przyznała płycie 3.5/5 gwiazdki, nazywając ją „albumem solidnie dobrego hip hopu”, podczas gdy Justin Cober-Lake z PopMatters ocenił album na 7/10. Po premierze The Healing, S1 zaczął rozwijać swoją produkcyjną działalność, podpisując umowy z MTV na tworzenie muzyki dla programów Run’s House, Trippin’ oraz Yo Momma.
Największy przełom w karierze S1 nastąpił, gdy do współpracy zaprosił go Kanye West. Jej efektem był utwór „Power”, czyli pierwszy singel z albumu rapera, My Beautiful Dark Twisted Fantasy. Od tego czasu S1 współprodukował utwory m.in. dla: Jaya-Z, 50 Centa i Seala, a także Beyoncé Knowles.

## Dyskografia
| Album |
| --- |
| From Divine - Wydany: 6 września 2002 - Wytwórnia: Spilt Milk Records - Single: „A Place”                                                     |
| Soul Travelin' - Wydany: 11 maja 2004 - Wytwórnia: Spilt Milk Records - Single: „All the Way”, „Eternally Yours”/„Remember My Face”, „Luv Is” |
| The Healing - Wydany: 25 lipca 2006 - Wytwórnia: Om Records - Single: „Soul Clap”/„Special”, „Get Live”                                       |
| M.A.S.K. (Making Art Sound Kool) EP - Wydany: 17 listopada 2009 - Wytwórnia: Soul Kontrollaz Production/Spilt Milk Records                    |